# Szájról olvasás
A szájról olvasás az a technika, amivel az alkalmazója vizuálisan, a szájmozgások alapján ismeri fel a beszédet. Az így látható mozgássorozat a szájkép. Sok olyan hang van, amiknek ugyanaz a szájképe (például m, n és b), sőt egyes szavak is ugyanolyannak látszódnak. Az ember legfeljebb az elhangzottak harmadát képes így felismerni, a többit a téma és a szövegkörnyezet alapján kell kikövetkeztetnie.
Főként, de nem kizárólag a hallássérültek (siketek és nagyothallók) alkalmazzák tudatosan. Ez irányú képességük nagyban különböző. Vannak siketek, akik olyan jól olvasnak szájról, hogy nem lehet felismerni, hogy nem hallanak, és vannak, akik egyáltalán nem képesek rá. Kiegészítésként is használják a jelelés érthetőségének növelésére. Még a siketvakok is használják ezt a technikát, tapintásos módon. A legtöbb halló nem tud ugyan tudatosan szájról olvasni, de nem tudatosan igen. Ez magyarázza a McGurk-hatást, vagyis azt, hogy jobban érthető az, akinek látható az arca, illetve a szája.
A szájról olvasási képességet felhasználják filmek rekonstrukciójára, ideiglenesen vagy véglegesen hangjukat vesztett emberek kommunikációjának segítésére, vagy titkosszolgálati célokra is.

## Módja
Beszéd közben a beszélőszervek meghatározott módon mozognak, köztük az ajkak is. Ezek a mozgások, bár egyénenként különbözőek, mégis többé-kevésbé hasonlóak. Megfigyeléssel és összehasonlítással meghatározhatók az egyes hangok, szavak és kifejezések szájképei. Ezek a minták lehetővé teszik a beszéd folyamatos szájról olvasását és értelmezését. Magyarországon a szájról olvasást 1871-ben tették kötelezővé a Siketnémák Országos Intézetében.
A módszer sikerességét nemcsak az alkalmazó tudása, illetve rejtvényfejtő képessége határozza meg, hanem számos más körülmény is befolyásolja. Ilyenek a beszélő arcának, szájának láthatósága; a maszkban levő, vagy elfátyolozott embernek nem lehet a szájáról olvasni. A szakáll, vagy bajusz is zavaró lehet. Ha a beszélő motyog, nem artikulál rendesen, vagy kiabál, akkor tönkremegy a szájkép, nem értelmezhető. A nem megfelelő fényviszonyok, a félhomály, vagy a szembe tűző napfény szintén akadályt jelentenek.

## Korlátai
A szájról olvasásnak megvannak a korlátai. Sok szó van a különböző nyelvekben, amiknek ugyanolyan, vagy nagyon hasonló a szájképe. A magyar nyelvben ilyen szópár a papa-mama, és a süket-hülye szópár két tagja is hasonló, de a süket-siket szópár két tagja határozottan különbözik, mivel az ü ajakkerekítéses, az i ajakréses magánhangzó.
A szavaknak és a hangoknak csak kisebb része ismerhető fel ezen a módon egyértelműen; a többit a szövegkörnyezetből kell kikövetkeztetni a téma ismeretében. Sokat segíthet az arcjáték, a gesztusok, a téma előzetes ismertetése, és a kulcsszavak felírása. A gyakorlott szájról olvasók csak 32%-os pontossággal ismerik fel a beszédet. A hallássérültek életének megkönnyítésére készült számítógépes program pontossága 80%; ez lehetővé teszi a szájról olvasás tanításának gépesítését, így felgyorsítását, és eredményességének növelését. A hallássérültek esetében a szájról olvasásnak vannak alternatívái: az írásbeli kommunikáció és a jelelés. Angol nyelvterületen használják a jelzett beszédet (cued speech) is, amiben az azonos szájképű mássalhangzókat kézjelekkel különböztetik meg.

## Érdekességek
- A 2001: Űrodüsszeia filmben az űrhajót irányító számítógép az emberek szájáról olvassa le, hogy mit terveznek ellene (egy hangszigetelt helyiségbe vonulnak, hogy ne hallja, miről beszélnek).